# Sinopoda longshan
Sinopoda longshan là một loài nhện trong họ Sparassidae. S. longshan được miêu tả năm 2000 bởi Chang-Min Yin et al..